# دنيس جيبسون
دنيس جيبسون (بالإنجليزية: Dennis Gibson)‏ هو لاعب كرة قدم أمريكية أمريكي، ولد في 8 فبراير 1964 في دي موين في الولايات المتحدة.

## وصلات خارجية
- دنيس جيبسون على موقع مرجع كرة القدم المحترفة.كوم (الإنجليزية)